# Douglas (companie)
Compania de aeronave Douglas (în engleză Douglas Aircraft Company) a fost un producător american de aeronave cu sediul în Long Beach, California. Fondatorul companiei, Donald Wills Douglas, Sr.⁠(d), a absolvit Massachusetts Institute of Technology și a lucrat inițial pentru producătorul de aeronave Martin⁠(d). După ce a fost inginer șef acolo, a înființat compania „Douglas” în 1921, care a fost redenumită în „Compania de aeronave Douglas” în 1928.

## Aeronave
- Douglas 1211-J
- Douglas 2229
- Douglas A-1 Skyraider (1945)
- Douglas XA-2 (c. 1926)
- Douglas A-3 Skywarrior (1952)
- Douglas A-4 Skyhawk (1954)
- Douglas A-20 Havoc (1938)
- Douglas A-26 Invader (1942)
- Douglas A-33 (1941)
- Douglas A2D Skyshark (1950)
- Douglas Y1B-7, B-7, O-35 (1931)
- Douglas B-18 Bolo (1935)
- Douglas XB-19 (1941)
- Douglas XB-22 (1930s)
- Douglas B-23 Dragon (1939)
- Douglas XB-31

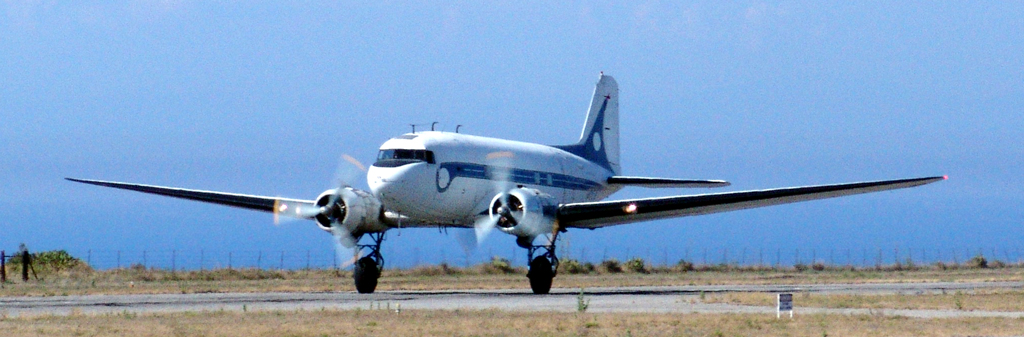
Douglas DC-3

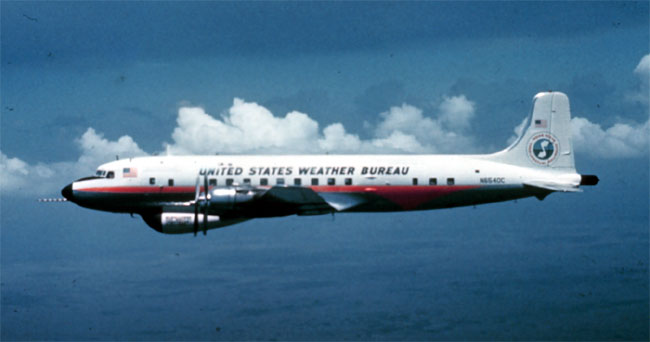
Douglas DC-6

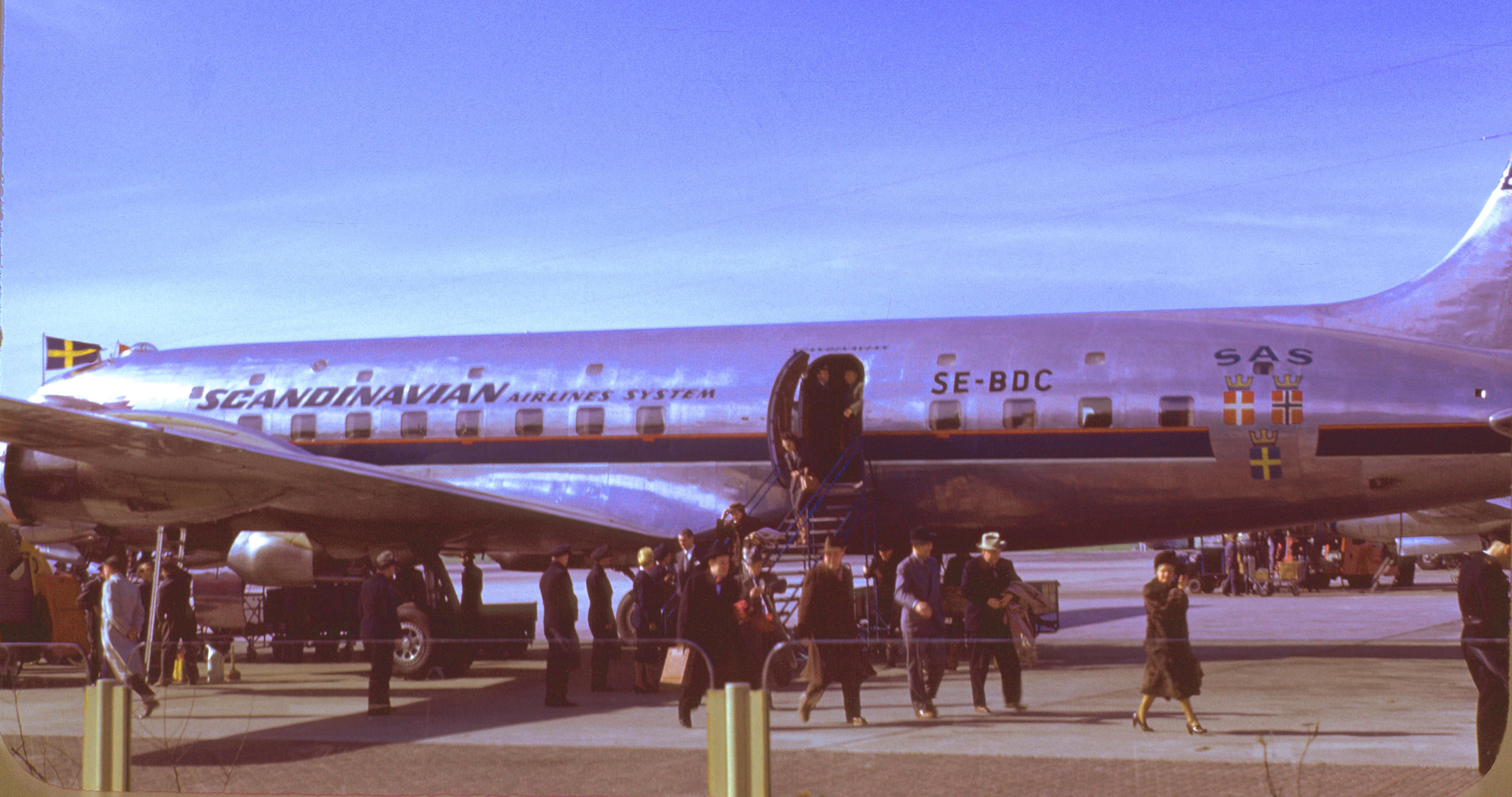
Passengers disembarking from a SAS DC-6

- Douglas XB-42 Mixmaster, XA-42 Mixmaster (1944)
- Douglas XB-43 Jetmaster (1946)
- Douglas B-66 Destroyer (1954)
- Douglas BTD Destroyer
- Douglas C-1 (1925)
- Douglas C-47 Skytrain
  - Douglas AC-47 Spooky
  - Douglas XCG-17
- Douglas C-54 Skymaster (1942)
- Douglas C-74 Globemaster (1945)
- Douglas C-124 Globemaster II (1949)
- Douglas C-132
- Douglas C-133 Cargomaster (1956)
- Douglas Cloudster (1921)
- Douglas Cloudster II (1947)
- Douglas D-558-1 Skystreak (1947)
- Douglas D-558-2 Skyrocket (1948)
- Douglas D-906
- Douglas DA-1 Ambassador (1928)
- Douglas DC-1 (1933)
- Douglas DC-2 (1934)
- Douglas DC-3 (1935)
  - List of Douglas DC-3 family variants
- Douglas DC-4E (1938)
- Douglas DC-4 (1939) (new design unrelated to DC-4E)
  - List of Douglas DC-4 variants
- Douglas DC-5 (1939)
- Douglas DC-6 (1946)
- Douglas DC-7 (1953)
- Douglas DC-8 (1958)
- Douglas DC-8 (piston airliner)
- Douglas DF (1930s)
- Douglas DT (1921)
- Douglas Dolphin (1930)
- Douglas XFD (1933)
- Douglas F3D Skyknight (1948)
- Douglas F4D Skyray (1951)
- Douglas F5D Skylancer (1956)
- Douglas F6D Missileer (1958)
- Douglas M-1 (1925)
- Douglas O-2 (1924)
- Douglas O-31 (1930)
- Douglas O-38 (1931)
- Douglas O-43 (1934)
- Douglas O-46 (1936)
- Douglas O2D (1934)
- Douglas YOA-5 (1935)
- Douglas XP-48
- Douglas XP3D (1935)
- Douglas SBD Dauntless (1938)
- Douglas XT-30
- Douglas T2D (1927)
- Douglas XT3D (1931)
- Douglas TBD Devastator (1935)
- Douglas XTB2D Skypirate (1945)
- Douglas World Cruiser (DWC) (1923)
- Douglas X-3 Stiletto (1952)

### Aeronave McDonnell Douglas
- DC-9 (1965)
- DC-10 (1971)
- YC-15 (1975)
- MD-80 (1980)
- MD-11 (1990)
- C-17 Globemaster III (1991)
- MD-90 (1993)

### Rachete și nave spațiale
- Roc I
- AAM-N-2 Sparrow I (1948)
- MIM-4 Nike Ajax (1959)
- MGM-5 Corporal
  - WAC Corporal
- MIM-14 Nike Hercules
- Thor (rocket family)
  - PGM-17 Thor
  - Thor-Able
  - Thor-Ablestar
  - Thor-Agena
  - Thorad-Agena
  - Thor DSV-2
  - Thor DSV-2U
  - Thor-Burner
  - Thor-Delta
- LIM-49 Spartan
- LIM-49 Nike Zeus
- GAM-87 Skybolt
- MGR-1 Honest John
- AIR-2 Genie (1956)
- MGR-3 Little John
- Delta
- Douglas SASSTO
- Saturn S-IV stage
- Saturn S-IVB stage
- Manned Orbiting Laboratory space station